# Vedo nero
Vedo nero  è un singolo del cantante reggiano Zucchero Fornaciari, pubblicato il 22 aprile 2011 dall'etichetta discografica Polydor, appartenente al concept album Chocabeck.

## Descrizione
Il brano, scritto dal cantante insieme a Mimmo Cavallo e prodotto dallo stesso Zucchero insieme a Don Was, è stato estratto come terzo singolo (quarto internazionale)  dall'album Chocabeck. Il testo inneggia alla tematica del sesso, come in altri brani del bluesman, citando anche la canzone Jamín-a di Fabrizio De André nell'espressione "dove c'è pelo, c'è amor".
Sulla canzone, Zucchero ha dichiarato: 
(Zucchero)
Il brano, divenuto un tormentone estivo del 2011, ha una versione spagnola, pubblicata solo nel 2017 nella raccolta Wanted (The Best Collection), intitolata Veo negro. Ha anche una versione inglese intitolata Devil in My Mirror contenuta nella versione inglese di Chocabeck. 
Pur limitandosi alla sedicesima posizione in classifica, ha raggiunto un grande successo nelle radio.

## Il video
Il video del brano, che vede anche la partecipazione della modella e conduttrice televisiva Daniela Ferolla, è ambientato in un locale e, nella sua prima versione, come rivelato nell'autobiografia Il suono della domenica - Il romanzo della mia vita, iniziava con Zucchero che sale sul palco e si scusa con il pubblico perché l'artista che deve esibirsi, Paul Anka, è in ritardo, ripetendo più volte la cosa, fin quando uno spettatore risponde in modo colorito ai continui annunci in questione.
Paul Anka, tuttavia, chiese di rimuovere questa parte del videoclip in quanto poteva sembrare una presa in giro offensiva. La versione definitiva del videoclip parte con alcune figure, incappucciate e con tuniche nere, che girano tra i clienti del luogo, mentre inizia la musica della canzone. Esse salgono sul palco e si spogliano della tunica, rivelandosi delle ragazze in intimo. Immediatamente Zucchero, vestito rigorosamente di nero, appare sul palco e inizia a cantare, mentre le ragazze eseguono una coreografia sulle note della canzone, ricevendo apprezzamenti dagli uomini del pubblico e disapprovazione dalle donne presenti. Tuttavia, nella seconda parte del video, tutti gli spettatori si lasciano coinvolgere in un ballo di gruppo, mentre alcune delle ragazze vengono mostrate anche in altri scenari.

## Tracce
1. Vedo nero – 4:00 (Zucchero, Mimmo Cavallo)

## Classifiche
| Classifica (2011) | Posizione massima |
| ----------------- | ----------------- |
| Italia            | 16                |
| Svizzera          | 71                |
| Europa            | 43                |

### Classifiche di fine anno
| Classifica (2011) | Posizione |
| ----------------- | --------- |
| Italia            | 51        |